# 428 (numero)
Quattrocentoventotto (428) è il numero naturale dopo il 427 e prima del 429.

## Proprietà matematiche
- È un numero pari.
- È un numero composto con 6 divisori: 1, 2, 4, 107, 214, 428. Poiché la somma dei suoi divisori (escluso il numero stesso) è 328 < 428, è un numero difettivo.
- È un numero palindromo nel sistema di numerazione posizionale a base 9 (525).
- È un numero nontotiente (per cui la equazione φ(x) = n non ha soluzione).
- È parte delle terne pitagoriche (321, 428, 535), (428, 11445, 11453), (428, 22896, 22900), (428, 45795, 45797).
- È un numero odioso.

## Astronomia
- 428P/Gibbs è una cometa periodica del sistema solare.
- 428 Monachia è un asteroide della fascia principale del sistema solare.
- NGC 428 è una galassia irregolare della costellazione della Balena.

## Astronautica
- Cosmos 428 è un satellite artificiale russo.